# Pequeño Pamir
El Pequeño Pamir, en Idioma wají o Wakhi: Wuch Pamir; Kyrgyz: Kichik Pamir; en persa: پامیر خرد, romanizado: Pāmīr-e Khord) es un amplio valle glaciar herboso en forma de U o pamir en la parte oriental de Wakhan en el noreste de Afganistán. El valle tiene 100 km de largo y 10 km de ancho, y está limitado al norte por la «cordillera de Nicholas», cadena de montañas en las montañas Pamir en la frontera de Afganistán y Tayikistán, que es un subconjunto de las montañas del Pamir.
El lago Chaqmaqtin (9 km por 2 km) se encuentra hacia el extremo occidental del valle, mientras que el valle Tegerman Su se encuentra en su extremo oriental. El río Aksu o río Murghab fluye hacia el este desde el lago a través del Pequeño Pamir para entrar en Tayikistán, en el extremo oriental del valle. El Bozai Darya, también conocido como el río del Pequeño Pamir, nace a poca distancia al oeste del lago, y fluye 15 km hacia el oeste para unirse al río Wakhjir y formar el río Wakhan cerca del asentamiento de Bozai Gumbaz.
El Pequeño Pamir es utilizado por pastores kirguises seminómadas para el pastoreo de verano. En 1978 casi todos los habitantes huyeron a Pakistán tras la Revolución de Saur. Muchos de los kirguises emigraron posteriormente a Turquía, pero en octubre de 1979, tras la ocupación soviética de Afganistán, un grupo de unos 200 kirguises regresó al Pequeño Pamir. En 2003 había 140 hogares de yurtas.
El valle alberga poblaciones de «ovejas Marco Polo» o Ovis ammon polii, íbices y otros animales salvajes. El naturalista George Schaller ha abogado por la creación de un parque de paz internacional para proteger la vida salvaje en la zona.
Se accede al Pequeño Pamir por senderos desde la cabeza de la carretera en Sarhad-e Broghil, a unos 5 días a pie.  Un camino escabroso también conduce al Pequeño Pamir desde Murghab en Tayikistán, y fue la ruta por la que los soviéticos ocuparon la parte oriental de Wakhan. La frontera está ahora cerrada. En el año 2000 la carretera se utilizó para entregar ayuda humanitaria a los kirguises del Pequeño Pamir, y en 2003 se celebró una feria comercial en la frontera durante unas horas.